# Ginshachia bronacha
Ginshachia bronacha is een nachtvlinder uit de familie van de tandvlinders (Notodontidae). De soort komt voor in het Oriëntaals gebied, in Indonesië, Maleisië en Thailand.

## Ondersoorten
- Ginshachia bronacha bronacha (Schaus, 1928)
- Ginshachia bronacha aritai Nakamura